# Португалия на зимних Олимпийских играх 1952
Португалия принимала участие в Зимних Олимпийских играх 1952 года в Осло (Норвегия) в первый раз за свою историю, но не завоевала ни одной медали. Сборную представлял единственный горнолыжник Дуарте Силва, выступавший в скоростном спуске.

## Результаты

### Горнолыжный спорт
Мужчины
| Спортсмен    | Дисциплина       | Время  | Отставание | Место |
| ------------ | ---------------- | ------ | ---------- | ----- |
| Дуарте Силва | скоростной спуск | 3:58.4 | +87.6      | 69    |